# Tomblaine
Tomblaine je francouzská obec v departementu Meurthe-et-Moselle v regionu Grand Est. V roce 2011 zde žilo 7 661 obyvatel. Obec je součástí aglomerace města Nancy.

## Vývoj počtu obyvatel
Počet obyvatel 